# Liparetrus commoni
Liparetrus commoni är en skalbaggsart som beskrevs av Britton 1980. Liparetrus commoni ingår i släktet Liparetrus och familjen Melolonthidae. Inga underarter finns listade i Catalogue of Life.